# Gazzola
Gazzola (emilián nyelven Gaṡöla) település Olaszországban, Emilia-Romagna régióban, Piacenza megyében. Lakosainak száma 2077 fő (2023. január 1.). Gazzola Agazzano, Gragnano Trebbiense, Rivergaro, Gossolengo, Piozzano és Travo községekkel határos.

## Népesség
A település lakossága az elmúlt években az alábbi módon változott:
| Lakosok száma | 2069 | 2052 | 2077 |
|               | 2017 | 2018 | 2023 |